# Лянка Максим Юрійович
Макси́м Ю́рійович Ля́нка (7 січня 1986 — 5 серпня 2015) — солдат Збройних сил України, учасник російсько-української війни.

## З життєпису
Народився 1986 року в місті Синельникове Дніпропетровської області. Закінчив синельниківську ЗОШ № 1, Синельниківський професійний ліцей, пройшов строкову службу в лавах ЗСУ. Від 2011 року працював у ПАТ «Дніпропетровський стрілочний завод».
У серпні 2014-го мобілізований; солдат, радіотелеграфіст—розвідник 74-го окремого розвідувального батальйону.
5 серпня 2015-го загинув разом з бойовими товаришами о 3:04 — Віктором Розторопшею та Олександром Шаповалом — підірвалися на фугасі поблизу села Карлівка Мар'їнського району Донецької області.
8 серпня 2015 року похований у місті Синельникове.
Без Максима лишилися дружина та доньки 2012 й 2013 р.н.

## Нагороди та вшанування
За особисту мужність, сумлінне та бездоганне служіння Українському народові, зразкове виконання військового обов'язку відзначений — нагороджений
- орденом «За мужність» ІІІ ступеня (22.9.2015, посмертно)[1]